# Lockheed L-188 Electra
Локхід Л-188 Електра (англ. Lockheed L-188 Electra) — один з перших американських турбогвинтових літаків. Середньомагістральний авіалайнер, один з небагатьох серійних турбогвинтових літаків США. Перший політ здійснено 6 грудня 1957 року.
Літак представляє собою низькоплан традиційної конфігурації, який в стандартній комплектації вміщує 60-80 осіб. Є також вантажні модифікації. Всього було вироблено 170 цивільних літаків цього типу, з яких близько 30 літають по сей день.

## Історія створення
Lockheed займав сильні позиції у виробництві авіалайнерів зі своїм поршневим літаком Lockheed Constellation. Компанія Capital Airlines зробила замовлення на розробку турбогвинтового авіалайнера, але через відсутність інтересу американських авіакомпаній на дане замовлення операцію скасували, і Capital Airlines передала замовлення компанії Vickers, на 60 чотиримоторних турбогвинтових літаків Vickers Viscount.
У 1954 році компанія Lockheed запропонувала двомоторний варіант CL 303, щоб відповідати вимозі American Airlines. Це був високоплан на 60 — 70 пасажирів, але його прототип теж не зацікавив інші авіакомпанії.
Згодом American Airlines переглянула свої вимоги і запросила чотиримоторний варіант на 75 пасажирів дистанції 2000 миль (3220 км). Тоді Lockheed запропонував новий дизайн CL 310 у вигляді низкоплана і з двигунами Rolls-Royce Darts або Napier Elands. Тепер CL 310 відповідав вимогу American Airlines, але Eastern Airlines хотіли літак з більшою дальністю польоту і на 85 — 90 місць. Lockheed змінив і збільшив CL 310, щоб використовувати двигун Allison 501-D13 (цивільна версія T56), який спочатку був розроблений для Lockheed C-130 Hercules — транспортного літака збройних сил США.
У підсумку 8 червня 1955 новий варіант був запущений у виробництво як «модель 188» з замовленням на 35 літаків для American Airlines, а 27 вересня 1955 Eastern Airlines також замовила 40 літаків. Будівництво першого літака зайняло 26 місяців, і до того часу у Lockheed були замовлення вже на 129 літаків. 6 грудня 1957 дослідний зразок «моделі 188A» здійснив свій перший політ. Цей літак був сертифікований 22 серпня 1958 Федеральним управлінням авіації (FAA). Перша поставка для Eastern Airlines відбулася 8 жовтня 1958, хоча літаки не надходили в експлуатацію до січня 1959.
У 1957 флот Сполучених Штатів оголосив конкурс на розробку сучасного морського патрульного літака. Lockheed запропонував модифікацію моделі Electra, яка пізніше була запущена у виробництво як P-3 Orion, який мав набагато більший успіх. P-3 Orion використовується збройними силами США вже понад 50 років.

## Конструкція
Модель 188 Electra є консольним низькопланом з чотирма турбогвинтовими двигунами Allison 501-D13. Цей літак має триопорне посадочне шасі, звичайне хвостове оперення, управляється екіпажем з трьох осіб, перевозить 66 — 80 пасажирів в конфігурації змішаного класу, хоча може вмістити 98 пасажирів в однокласовій конфігурації. Першим варіантом була «модель 188А», за якою послідувала «модель 188С» з більшою дальністю польоту, за рахунок збільшення обсягу паливних баків і, відповідно, з більш високим злітною вагою.

## Модифікації
Існує багато різних модифікацій Lockheed L-188 Electra. У даний момент експлуатуються деякі з них. Нижче представлені найбільш популярні модифікації:
- Lockheed L-188A Electra
- Lockheed L-188AF Electra
- Lockheed L-188C Electra
- Lockheed L-188CF Electra
- Lockheed L-188P Electra
- Lockheed L-188PF Electra
- Lockheed L-188W Electron, аргентинська військова модифікація
- P-3 Orion, модифікація для ВМС США

## Використання Л-188 Електра

### Цивільне використання
American Airlines був першою авіакомпанією, замовлення якої почалося виробництво, наступними були Eastern Airlines і Braniff Airways. Спочатку Electra мала проблеми з обслуговуванням і сервісом. Пасажири раннього варіанту літака скаржилися на сильний шум в місцях перед крилами, викликаний резонансом пропелерів. Щоб вирішити цю проблему, Lockheed перепроектировал гондоли двигунів, відхиливши їх вгору на три градуси. Зміни були враховані на виробничій лінії до середини 1959 і надані клієнтам у вигляді комплектів для модифікації для вже побудованих літаків, що призвело до поліпшення роботи і поліпшило комфорт пасажирів. До початку експлуатації три літаки були втрачені через нещасних випадків з людськими жертвами між лютим 1959 і березнем 1960. Після третьої катастрофи FAA, до з'ясування всіх причин катастроф, обмежила максимальну швидкість, на якій можна було керувати Електрою.
Після обширного розслідування двох катастроф (у вересні 1959 і березні 1960) з'ясувалося, що вони були викликані проблемою з підвіскою двигуна. При перепроектуванні двигуна для усунення шуму не було передбачено кілька нюансів. Коливання, які гасилися новим обтічником, передавалися крил, вібрація наростала, що призводило до відриву крила від фюзеляжу. Компанія здійснила дорогу програму по модифікації, в результаті чого підвіска двигунів, конструкція крила, гондоли були посилені, а також були замінені деякі місця обшивки крила більш товстим матеріалом. Кожен з решти 145 літаків, побудованих до того часу, був модифікований за рахунок Lockheed на заводі, модифікація кожного літака займала 20 днів, всі зміни були враховані у наступних літаках. Однак втрата репутації була серйозною, громадськість втратила довіру до цих літаків. Це знизило можливості застосування Електри до використання тільки самими дрібними авіакомпаніями. Виробництво літаків закінчилося в 1961 році після того, як були побудовані 170 літаків. Втрати для Lockheed були оцінені в $57 мільйонів, не рахуючи додаткові $55 мільйонів за результатами судових процесів. Хоча Л-188 продовжували використовувати протягом 1970-х і 1980-х років для пасажирських перевезень, більшість літаків в даний час використовуються як вантажні судна.
Єдиною європейською авіакомпанією, яка використовувала Електра, була KLM. У Південному Тихому океані — Tasman Empire Airways Limited (TEAL) та її наступник Air New Zealand. В Австралії з 1959 по 1971 — Trans Australia Airlines (TAA) і Ansett. Ansett переробила три Електри в вантажні судна в 1970-71 і продовжувала їх експлуатацію до 1984 року. Qantas також мав чотири Електри на своїх маршрутах у Гонконг, Японію, Нову Каледонію і в Нову Гвінею (поки маршрут в Нову Гвінею не був переданий Ansett і TAA), а пізніше через Індійський океан до Південної Африки. Три Електри Qantas Airlines були списані в середині 1960-х і в 1971 році.
Деякі Електри були продані південноамериканським авіакомпаніям, включаючи болівійську авіакомпанію Ллойд Аерео Болівіано: Електра дозволила Ллойд Аерео летіти без зупинок на міжнародних рейсах, поки компанія не отримала свій перший реактивний авіалайнер, і компанії Varig, яка займалася човниковим обслуговуванням маршруту Ріо-де-Жанейро-Сан-Паулу (так званий Ponte Aérea — «повітряний міст» на португальською мовою), перш ніж його Електри були продані Заїру в 1992 році. Інші 40 бортів з 1968 були переобладнані в вантажні з однією або двома великими дверима з лівого боку фюзеляжу і укріпленим підлогою кабіни.
- Atlantic Airlines
- Buffalo Airways
- Trans Service Airlift
- Segers Aviation
- Bigojet

### Військове використання
У 1973 році аргентинський флот купив три «Електри», забезпечені вантажними дверима. Вони використовувалися аргентинськими військовими під час «Брудної війни» для страт політичних в'язнів в так званих «польотах смерті». «Електри» також використовувалися, як вантажний транспорт під час Фолклендської війни в 1982 році.
У 1983 році після списання «Нептунів», аргентинський флот купив «Електри» для пасажирських перевезень, але кілька з них модифікували як морські патрульні літаки і широко використовували їх до їх заміни на P-3 Orion в 1994. Одна «Електра» аргентинського флоту під місцевою назвою Electron L-188W (варіант РЕБ) збережена в аргентинському Військово-морському Музеї Авіації (MUAN) в Байя-Бланка.

### Поточне використання
З серпня 2010 року перебували в обслуговуванні, в загальній складності, 11 літаків Lockheed L-188 Electra Atlantic Airlines (вантажні і пасажирські варіанти), Buffalo Airways (вантажні варіанти) і Trans Service Airlift, що володіє пасажирським L-188А. З липня 2011 року залишилися тільки вантажні та пожежні модифікації Л-188: три в Atlantic Airlines і чотири в Buffalo Airways, в той час як ще тринадцять були зареєстровані на канадську компанію Air Spray (розпилення з повітря, з баків об'ємом 3000 американських галонів) і два в Conair Group (також переобладнані для гасіння пожеж).

## Нещасні випадки та інциденти
Із загальної кількості 170 побудованих Л-188 «Електра» на червень 2011 року 58 одиниць були списані через катастрофи та інші нещасні випадки.